# Подлипский, Виктор Александрович
Ви́ктор Алекса́ндрович Подли́пский (1913—1973) — советский хозяйственный деятель.

## Биография
Родился 3 января 1913 года в Одессе (ныне Украина).
В 1938 году окончил Одесский институт инженеров гражданского и коммунального строительства по специальности — инженер строитель.
По окончании института работал в Уфимском управлении водопроводно-канализационного хозяйства, с 1939 года — начальник отдела, с 1940 году — тех. руководитель, с 1942 года — гл. инженер, а в 1953—1960 годах — руководитель опорного пункта Академии коммунального хозяйства РСФСР.
Подлипский Виктор Александрович внедрил метод контактного осветления воды, содействовал запуску бактерицидной установки мощностью 150—200 м3/ч для обеззараживания воды, установки для получения сульфата алюминия и гипохлорита натрия.
Умер 3 октября 1973 года в Уфе.

## Труды
- Опыт применения новой техники на Уфимском водопроводе. М., 1956 (соавт.).

## Награды и звания
- Сталинская премия третьей степени (1952) — за разработку и внедрение новой конструкции фильтра для очистки воды
- орден Ленина (1966)
- орден «Знак Почёта» (1949)
- медали